# Difluoropin
Difluoropin (auch: O-620) ist ein Stimulans, das chemisch-strukturell von den Tropan-Alkaloiden abgeleitet ist. Es wird aus Tropinon synthetisiert, das als selektiver Dopamin-Wiederaufnahmehemmer wirkt. Auch Difluoropin ist ein Dopamin-Wiederaufnahmehemmer, wobei nicht das (R)-Enantiomer für die Wirkung verantwortlich ist, wie das bei Kokain der Fall ist, sondern das (S)-Enantiomer. Es ist mit Benzatropin strukturell verwandt und wirkt wie diese auch anticholinerg und antihistaminisch.
Es konnte nachgewiesen werden, dass Difluoropin bei Tieren stimulierend wirkt, jedoch weniger stark als andere Phenyltropane, etwa WIN 35,428 oder RTI-55. Difluoropin konnte bei Tieren die Symptome der Parkinson-Krankheit lindern.